# Invertébrés sur timbres du Bangladesh
Le Bangladesh a émis régulièrement des timbres avec des fleurs et des animaux.

## 1991
| Valeur faciale | Légende               |
| -------------- | --------------------- |
| 6 t            | Penaeus monodon       |
| 6 t            | Metapenaeus monoceros |